# Петко Славейков
Вижте пояснителната страница за други личности с името Петко Славейков.
Петко Рачов Славейков е български поет, публицист, фолклорист и политик. Той е сред водачите на Либералната партия след Освобождението, председател на Народното събрание (1880) и министър в няколко кабинета (1880 – 1881, 1884 – 1885).
Славейков е баща на 8 деца, сред които са политиците Иван Славейков и Христо Славейков, публицистът Рачо Славейков и поетът Пенчо Славейков.

## Биография

### Произход и младежки години
Роден е на 17 ноември 1827 г. във Велико Търново, в дома на Рачо Казанджията. Майка му Пенка умира скоро след раждането му. Дядо му Рачо Чехларя е от Банско или Якоруда. Заради убийството на турчин, принуждавал го да го носи на гръб през река Глазне, бяга и се преселва в Търново. Бащата на Петко, също Рачо, се заема с казанджийство. Той е слабо образован, но е с горд български дух. В селото на майка си, Вишовград, Петко вижда славеи, които го впечатляват дотолкова, че променя фамилията си на Славейков. Друга версия за произхода на псевдонима, с който ще бъде запомнен в българската литература, е родът на неговата майка – Буюклиеви, в превод от турски – Славейкови.
Учи последователно в Търново, Дряново, Трявна и Преображенския манастир. Самообразова се с много четене в библиотеките на манастирите около Търново. Голяма роля за неговото възпитание изиграва запознаването му с „История славянобългарска“ на Паисий Хилендарски. По-късно учи в Свищов (при Емануил Васкидович), разширява познанията си по гръцки и се запознава с произведения от сръбската и западноевропейската литература. Първото му литературно произведение „Акатист на три светители“ е запазено.

### Просветна и литературна дейност
През 1843 г. Славейков става учител в Търново, но за написаното „Прославило се Търново със славни гръцки владици“ е изгонен. От 1844 до 1864 г. последователно става учител в други села и градове – Трявна, Видин, Враца, Плевен, Берковица, Лясковец, Бяла, Елена и др. Преподава по взаимоучителния метод. Работи като учител в първото класно училище в Елена и го нарича Даскалоливницата (подобно на „свещоливница“ – място, където се леят даскали).
Развива широка културно-просветна дейност. До 1847 г. събира 2263 песни, пословици и поговорки. От 1852 г. отпечатва първите си книги – „Смесена китка“, „Песнопойка“, „Басненик“. Пише поемата „Бойка войвода“ (1853) под влияние на революционните събития около Кримската война (1853 – 1856) и много бунтовни песни. Участва в заговора за неуспешното въстание на дядо Никола в Търново (1856). Докато е учител в Търговище издава българския сатиричен вестник „Гайда“.
След като работи известно време във Варна, заминава за Цариград, поканен през 1864 г. да редактира българския превод на Библията (на източнобългарско наречие) от Българското библейско дружество, наред с Албърт Лонг, Илайъс Ригс и Христодул Сичан-Николов. Нейният цялостен превод, известен като Славейковата Библия, е отпечатан в Цариград през 1871 г. За значението на тяхното дело пише синът му Пенчо Славейков:
| „ | Преводът на Библията тури край на езиковата безредица, на боричкането на разните наречия за първенство и се установи литературният език. След появяването на Библията на бял свят заглъхват разприте между разните български говори и източнобългарският говор става общ език за всички ратници на мисълта и националното съзнание. | “ |

|  |  |

Славейков се очертава като най-известния български писател по онова време в Цариград. Издава повече от 60 книги (български и преводни) и периодика:
- вестници: „Гайда“ (1863 – 1867), „Македония“ (1866 – 1872),[5] „Шутош“ (1873 – 1874), „Костурка“ (1874);
- списания: „Ружица“ (1871), „Пчелица“ (1871), „Читалище“ (1872 – 1873), „Звънчатий глумчо“ (1872).

Той е сред ръководителите на църковната борба. По-късно е учител в Българската екзархия. През 1873 г. създава известната поема „Изворът на белоногата“.
За статията „Двете касти и власти“ (в. „Македония“) е арестуван и обвинен във връзки с революционния комитет в Букурещ.
След пътуване до Македония Славейков участва в основаването на българска гимназия в Одрин през 1874 г., където се бори с гръцкото влияние върху българите. По-късно е учител в Стара Загора, пише борчески стихотворения (1876). За кратко отново е в затвора след Априлското въстание. След превземането на Стара Загора от руските войски през 1877 г. е назначен за председател на градската управа. При последвалото опожаряване на града загубва ръкописите си и събраните 15 000 пословици. През следващите месеци сътрудничи на руските войски, превежда през Стара планина отряда на генерал Михаил Скобелев, става свидетел на Шипченската победа и ги придружава до Сан Стефано.
И в оригиналните, и в подражателните си творби П. Р. Славейков доразвива българския език. Пише исторически патриотични песни и поеми, любовна и пейзажна лирика под влияние на руските поети Александър Пушкин, Афанасий Фет и Николай Карамзин. Запазени са части от исторически патриотични поеми (написани най-вероятно под влияние на Паисиевата история) – „Крумиада“, „Кралев Марко“, „Самуилка“).
П. Р. Славейков е познат и като основоположник на българската литература за деца, автор на учебници, проявява се като географ, историк и мемоарист.
Той е също така преводач, филолог, фолклорист. Издава 2 сборника с народни песни (1860, 1868), възстановява събраните си пословици (17 000 на брой). Издава „Български притчи и пословици и характерни думи“, изследва българските обичаи, обредната система, демонологията и народопсихологията. Пише под множество псевдоними.
През 1875 г. Славейков става дописен, а през 1884 г. – почетен член на Българското книжовно дружество, днес Българска академия на науките.

### Политическа дейност (1878– 1895)
През 1879 г. Петко Славейков е избран за депутат в Учредителното събрание в Търново от квотата на Руския Имперски комисар княз Дондуков-Корсаков. Изявява се в групата на либералите, като става един от водачите на новообразуваната Либерална партия. Участва и в I велико народно събрание. Става председател на Народното събрание (1880), министър на народното просвещение (1880) и министър на вътрешните работи (1880 – 1881) в правителството на Петко Каравелов. По време на Режима на пълномощията (1881 – 1883) заминава за Пловдив, където преподава в Пловдивската гимназия. След завръщането си в България отново е вътрешен министър (1884 – 1885) в новия кабинет на Каравелов. След Съединението е помощник-комисар в Южна България.
Издава вестниците „Остен“ (1879), „Целокупна България“ (1879), „Независимост“ (1880 – 1882), „Търновска конституция“ (1884), „Истина“ (1886), „Софийски дневник“ (1886) и „Правда“ (1888).
Петко Р. Славейков умира в София на 1 юли 1895 г.
Паметта за Петко Славейков е свързана с три музея – в София, в Трявна и във Велико Търново и с множество паметници, улици и училища в цяла България. В Трявна едно от училищата носи неговото име, а на централния площад е поставен негов монументален паметник.

## Семейство
През годините семейството често се премества заради бащата – от Трявна в Стара Загора, Търново, Сливен, София, Пловдив.
Повечето от децата са посещавали Роберт колеж. Райко и Христо Славейкови учат в Южнославянския пансион в Николаев, Русия. На 17-годишна възраст Райко умира от възпаление на мозъка и е погребан в Сливен. За Пенчо Славейков Райко е любимият му брат, който го учи на руски, по думите му „нежна и тиха натура“. Райко е поет и събирач на народни песни, приказки, обичаи, преводач от руски, полски, чешки и сръбски, учил сам тези езици, „ровейки се“ из бащините книги.
През 1879 г. Петко Славейков се установява да живее в София заедно със семейството си. Къщата му се е намирала срещу скулптурния паметник „Петко и Пенчо Славейкови“ на днешния площад „Славейков“.